# Philippe Pinel
Pour les articles homonymes, voir Pinel.
Philippe Pinel né le 20 avril 1745 à Jonquières (Tarn) décédé le 25 octobre 1826 à Paris est un savant français : médecin renommé comme aliéniste, précurseur de la psychiatrie et accessoirement zoologiste.
Il œuvre pour l'abolition de l'entrave des malades mentaux par des chaînes et, plus généralement, pour l'humanisation de leur traitement. Toutefois le geste par lequel il aurait ôté leurs chaînes à des aliénés est une fiction inventée par son fils. Il travailla notamment à l'hôpital Bicêtre.
On lui doit la première classification des maladies mentales. Il a exercé une grande influence sur la psychiatrie et le traitement des aliénés en Europe et aux États-Unis.
Après la Révolution française, le docteur Pinel bouleverse le regard sur les fous (ou « aliénés ») en affirmant qu'ils peuvent être compris et soignés. Il préconise le « traitement moral » du malade qui préfigure nos psychothérapies modernes. Proche de la société des Idéologues, il publie en 1801 son Traité médico-philosophique sur l'aliénation mentale, marqué par l’influence de Condillac.

## Biographie

### Enfance et études
Fils de Philippe François Pinel, un chirurgien peu fortuné, et d'Elisabeth Dupuy, il fait ses études classiques au collège de Lavaur (Tarn) chez les oratoriens. Puis il entre chez les doctrinaires au Collège de l'Esquile à Toulouse, qu'il quitte en 1767 pour la faculté de théologie. Imprégné de latin et de religion, il quitte toutefois la soutane en 1770, sans avoir prononcé de vœux, ni reçu les ordres mineurs.
Il commence ses études médicales à Toulouse pour être reçu docteur en 1773. Il va à Montpellier en 1774 pour suivre les cours de Paul-Joseph Barthez et arrive à Paris en 1778.

### Descendance

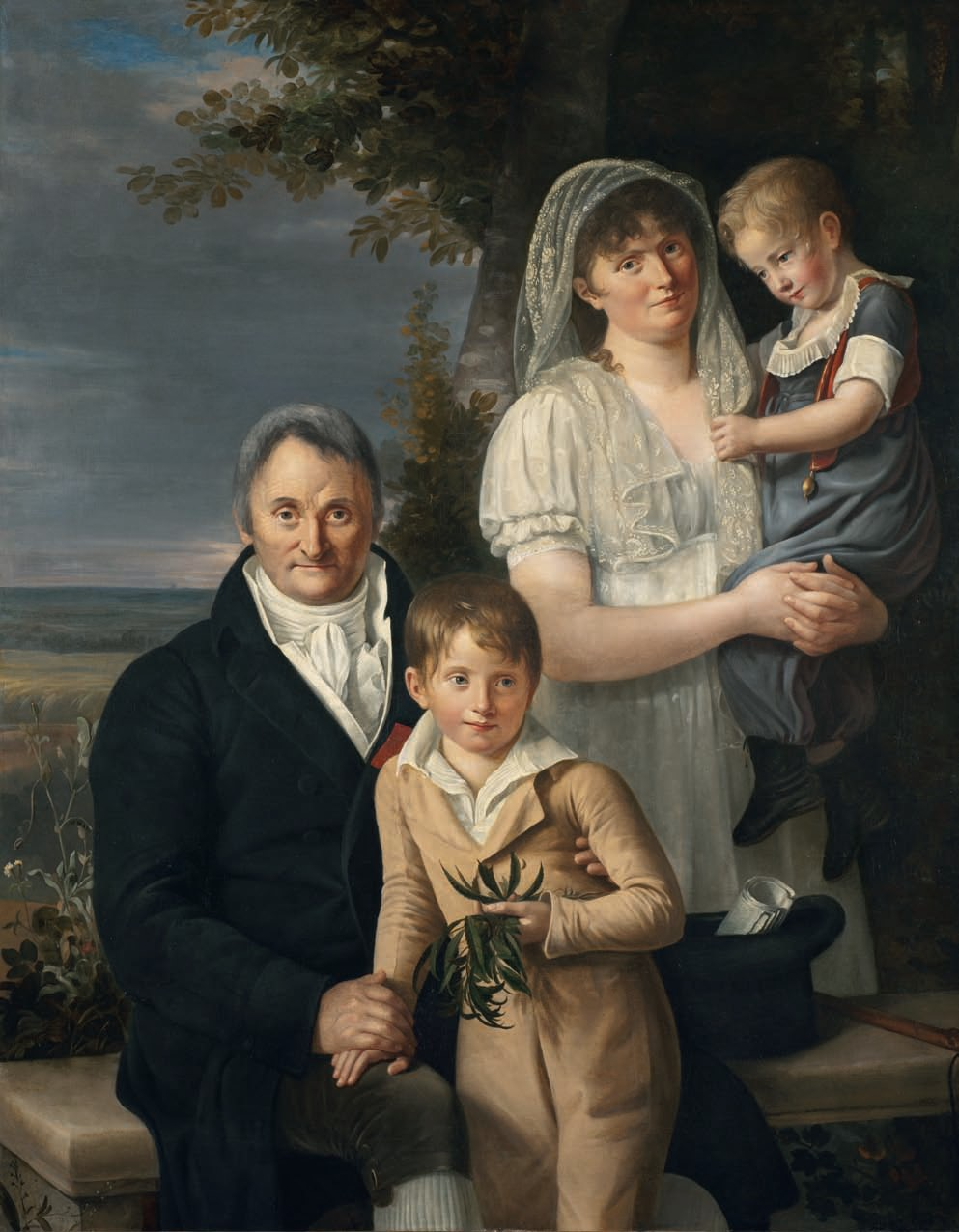
Julie Forestier, Le médecin Philippe Pinel avec son épouse Jeanne Vincent et ses fils Scipion et Charles, 1807.

Son fils est le psychiatre Scipion Pinel, dit Pinel fils. Le fils de Scipion Pinel, Philippe-Charles Pinel, était médecin de l'Assistance publique. Son autre fils, Charles Pinel, botaniste, s'est installé au Brésil.
Son neveu est le psychiatre Casimir Pinel, dit Pinel neveu. Son arrière-petit-neveu, le psychiatre René Semelaigne, est aussi le fils du psychiatre Armand Semelaigne.
Sa petite-nièce, Marie-Adélaïde Pinel, est la mère du physicien Paul Langevin et la sœur de Louis Pinel.

## Travaux scientifiques

### Médecine

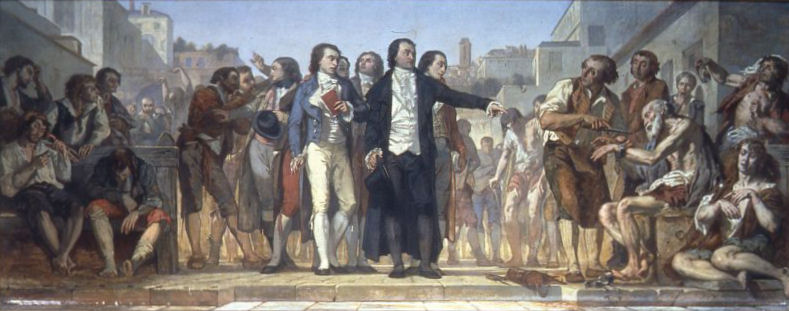
Pinel délivrant les aliénés à l'hôpital Bicêtre en 1793. Tableau de Charles Louis Müller, Académie nationale de médecine.

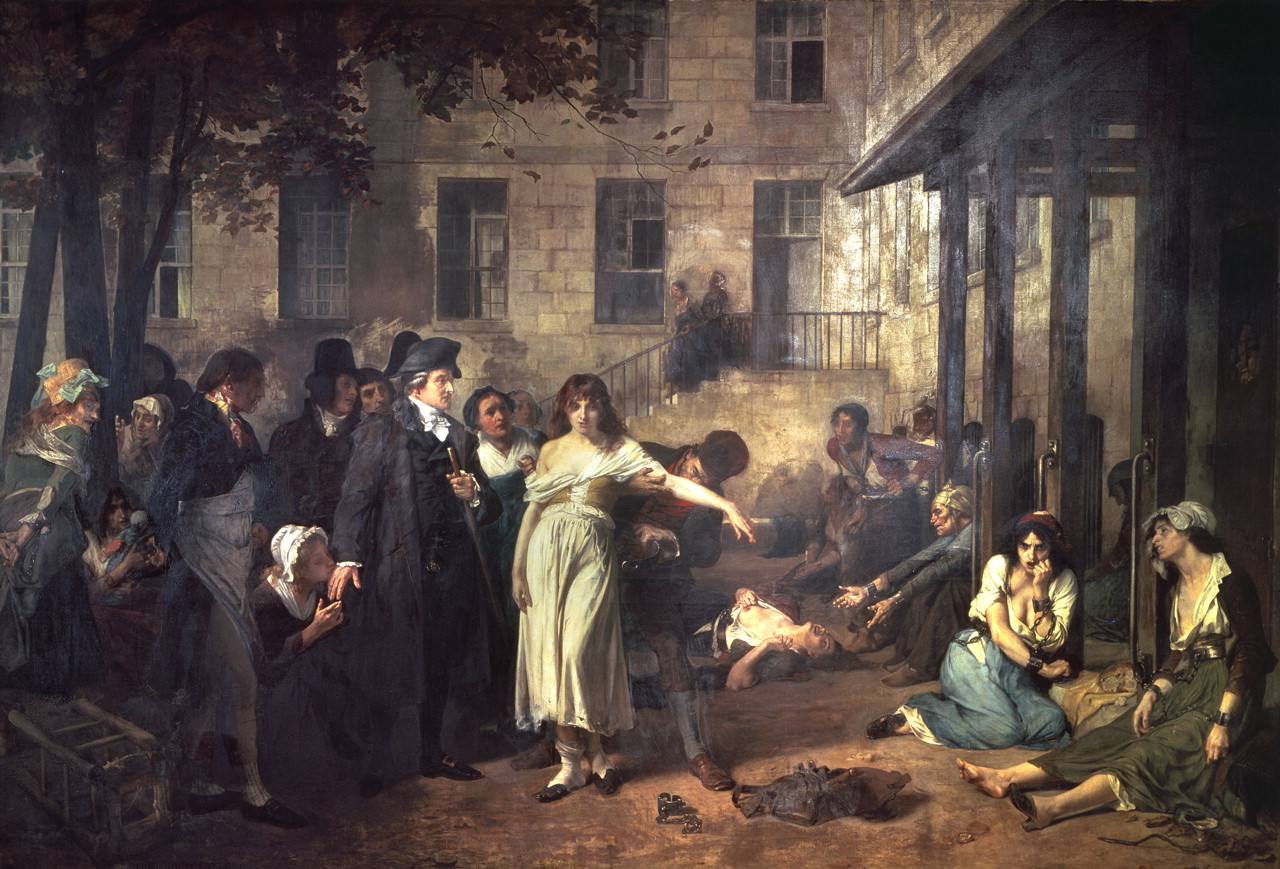
Pinel délivrant les aliénés à la Salpêtrière en 1795. Tableau de Tony Robert-Fleury.

En 1773, il rédige sa thèse de médecine à Toulouse, où il peut observer les aliénés enchaînés à l'hôpital de La Grave, puis il poursuit ses études à Montpellier. En 1778, arrivé à Paris, il vit un temps de cours particuliers de mathématiques et de traductions de textes médicaux tels que Les Institutions de médecine pratique de William Cullen et les Œuvres médicales de Georgio Baglivi. En 1784, il suit pendant deux mois les leçons de magnétisme animal du disciple de Mesmer, Charles Deslon, le médecin personnel du comte d'Artois. D'abord engagé dans le mouvement révolutionnaire de 1789, il prend ses distances avec l’arrivée de la Terreur. Puis il trouve un emploi dans la maison de santé du docteur Belhomme à Charonne, où il fait la connaissance de Cabanis, habitué du salon d'Anne-Catherine Helvétius.
Il est nommé médecin des aliénés de Bicêtre le 25 août 1793, par décret, sur proposition de Jacques-Guillaume Thouret et de Pierre Jean Georges Cabanis. Il y observe avec attention les pratiques de Jean-Baptiste Pussin, qui développe le « traitement moral » des aliénés, prenant en compte la part encore intacte de leur raison. Pussin était un homme de grande bienveillance envers les malades, doué d'une force considérable et d'un esprit observateur; il mit en pratique la suppression de l'usage des chaînes à Bicêtre (Traité médico-philosophique sur l'aliénation mentale ou La manie (1801), page 201).
Puis en 1795, il est nommé médecin-chef de la Salpêtrière où il applique les mêmes réformes qu'à Bicêtre. Il demande dès son arrivée que Pussin le suive, mais ce n'est qu'en 1802 que sa demande sera exaucée,. Il commence alors à réformer l’organisation de l’hôpital.[réf. nécessaire]
En 1798, il écrit une Nosographie philosophique, qui est une classification des maladies mentales, appelées à l'époque vésanies. Basée sur le principe de classification des sciences naturelles, cette nosographie s'inspire notamment des œuvres de Cullen et de François Boissier de Sauvages de Lacroix, auteur d'un ouvrage classique intitulé Nosologia Methodica où il étudiait les diverses folies. Pinel apparaît ainsi comme un des fondateurs de la nosologie, après Boissier de Sauvages.[réf. nécessaire]
En 1801, il rédige un Traité médico-philosophique sur l'aliénation mentale. Reposant sur les organes lésés, cette classification distingue :
- la simple mélancolie (délire partiel) ;
- la manie (délire généralisé) ;
- la démence (affaiblissement intellectuel généralisé) ;
- l’idiotisme (abolition totale des fonctions de l’entendement).

Pour Pinel, les troubles mentaux sont dus à des atteintes physiologiques provoquées par les émotions. L’aliéné est un sujet et il convient de prendre en compte son passé et ses difficultés pour la mise en place d’une thérapeutique.
En 1802, sept ans après la demande de Pinel, et grâce à l'influence du ministre de l'Intérieur Jean-Antoine Chaptal, Jean-Baptiste Pussin rejoint la Salpêtrière, où il travaillera jusqu'à son décès, en 1811.

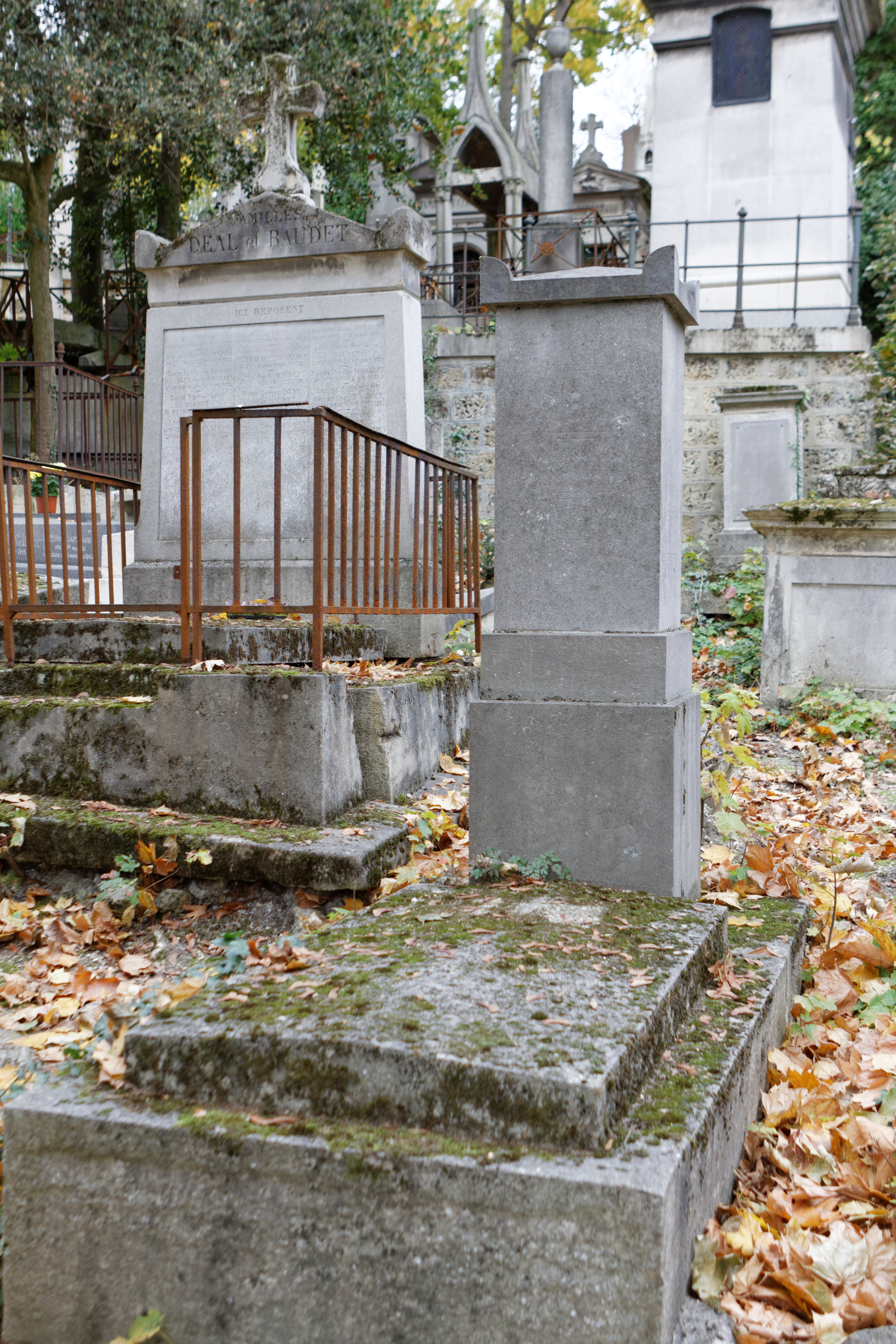
Tombe au cimetière du Père-Lachaise.

Il est élu membre de l'Académie des sciences en 1803. Jean-Étienne Esquirol lui succède en 1810 à la Salpêtrière.
Pinel supprima les saignées et les médications inutiles qui ne faisaient qu'affaiblir les aliénés. Il pensait qu'on pouvait guérir les fous avec des paroles encourageantes et, dans les cas de délires, un raisonnement habile devait réduire l'idée dominante.[réf. nécessaire]
Il préconisait un traitement moral. Selon lui, le médecin devait comprendre la logique du délire de son patient, puis s'appuyer sur le reste de raison demeurant chez tout aliéné pour le forcer peu à peu à reconnaître ses erreurs, en usant du dialogue mais aussi, au besoin, de son autorité. On a beaucoup discuté du sens du traitement moral. Pour les uns, Michel Foucault notamment, P. Pinel ne fait que remplacer une contention physique par un conditionnement moral. Une exclusion par une autre, le malade psychiatrique se trouvant livré à la toute-puissance des médecins, seuls à juger de la guérison dans leurs asiles. Pour les autres, en faisant du fou un malade que l'on pourrait soigner, réintégrer dans la cité, Pinel permet d'établir un dialogue avec la folie, certes incomplet, voire spécieux, mais un dialogue tout de même.
Il est inhumé au cimetière du Père-Lachaise (18e division).

### Zoologie
En 1777, il lit avec succès l'un de ses mémoires de zoologie à la Société royale de Montpellier. Son nom aurait même été cité à l'égal de Cuvier pour occuper la chaire d'anatomie comparée au Jardin des plantes. En 1792, il est notamment l'auteur du genre Martes.

## Hommages

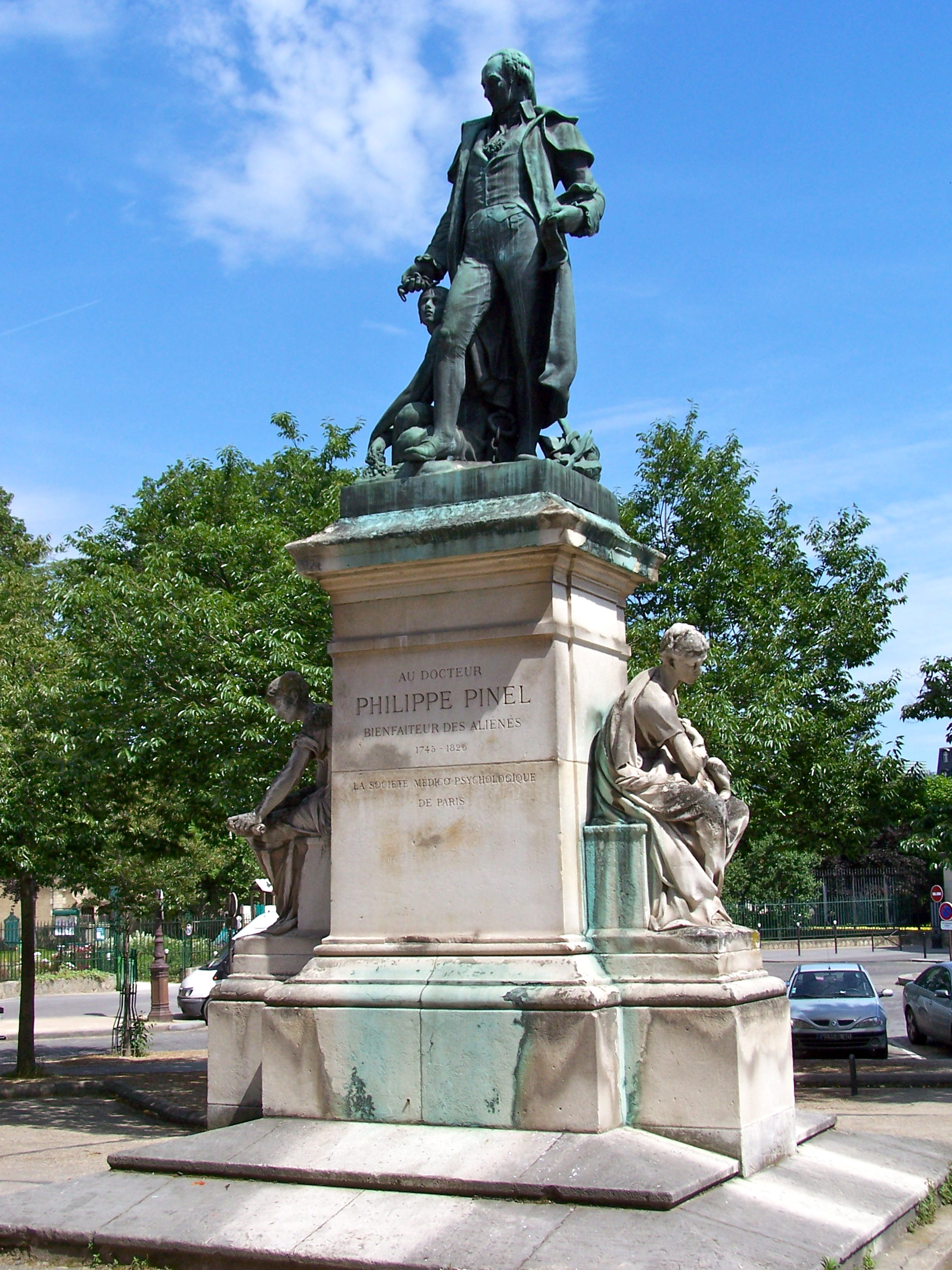
Ludovic Durand, Monument à Philippe Pinel (1885), Paris, boulevard de l'Hôpital, devant la Salpêtrière.(le monument a depuis été déplacé à la place Pinel après sa restauration).

Le sculpteur Ludovic Durand réalise en 1885 le Monument à Philippe Pinel, situé devant la Salpêtrière à Paris. En 2023, à la suite des travaux autour de la gare d'Austerlitz, le monument est déplacé place Pinel, dans le XIIIe arrondissement de Paris. 
Un centre hospitalier porte son nom à Amiens, de même une unité de soin au CPA (centre psychothérapique de l'Ain) à Bourg-en-Bresse, une unité du centre hospitalier du Rouvray à Sotteville-lès-Rouen, un bâtiment au Centre hospitalier de l'estran à Pontorson ainsi qu'une unité du centre hospitalier de Cadillac en Gironde, à Clairefontaine en Haute-Saône.
Au Québec, Canada, il y a l'institut Philippe-Pinel de Montréal, un hôpital psychiatrique, spécialisé en psychiatrie légale.
À Rio de Janeiro, Brésil, il y a aussi un Institut Philippe-Pinel (pt).
Il existe une rue Pinel et une place Pinel à Paris, un boulevard Pinel à Lyon (sur lequel sont situés plusieurs hôpitaux dont celui, psychiatrique, du Vinatier) ainsi qu'un parc municipal à son nom près de l'hôpital Bicêtre dans la commune du Kremlin-Bicêtre.
Dans le film L'Enfant sauvage (1970) de François Truffaut, son rôle est joué par Jean Dasté.
Un timbre à son effigie a été émis en France en 1958 (Série des grands médecins).

## Publications
- Nosographie philosophique, ou la méthode de l'analyse appliquée à la médecine (2 volumes, 1798)    lire en ligne sur Gallica.
- Rapport fait à l'École de médecine de Paris, sur la clinique d'inoculation, le 29 fructidor, an 7 (1799). Texte en ligne :  lire en ligne sur Gallica.
- Traité médico-philosophique sur l'aliénation mentale ou La manie (1801) Texte en ligne :  lire en ligne sur Gallica.
- La médecine clinique rendue plus précise et plus exacte par l'application de l'analyse : recueil et résultat d'observations sur les maladies aigües, faites à la Salpêtrière (1802)  lire en ligne sur Gallica.
- Jurisprudence médicale. Résultats d'observations pour servir de base aux rapports juridiques.... s.l. : s.n.. [1817]. .
- « Lettres de Pinel, précédées d'une notice sur sa vie par son neveu, le Dr Casimir Pinel » in Gazette hebdomadaire de médecine et de chirurgie (1859).
- Genèse de la psychiatrie : les premiers écrits psychiatriques de Philippe Pinel, éd. par Jacques Postel, Le Sycomore, Paris, 1981

## Distinction
- Chevalier de la Légion d'honneur, le 17 juillet 1804[20]